# Maag Zahnräder

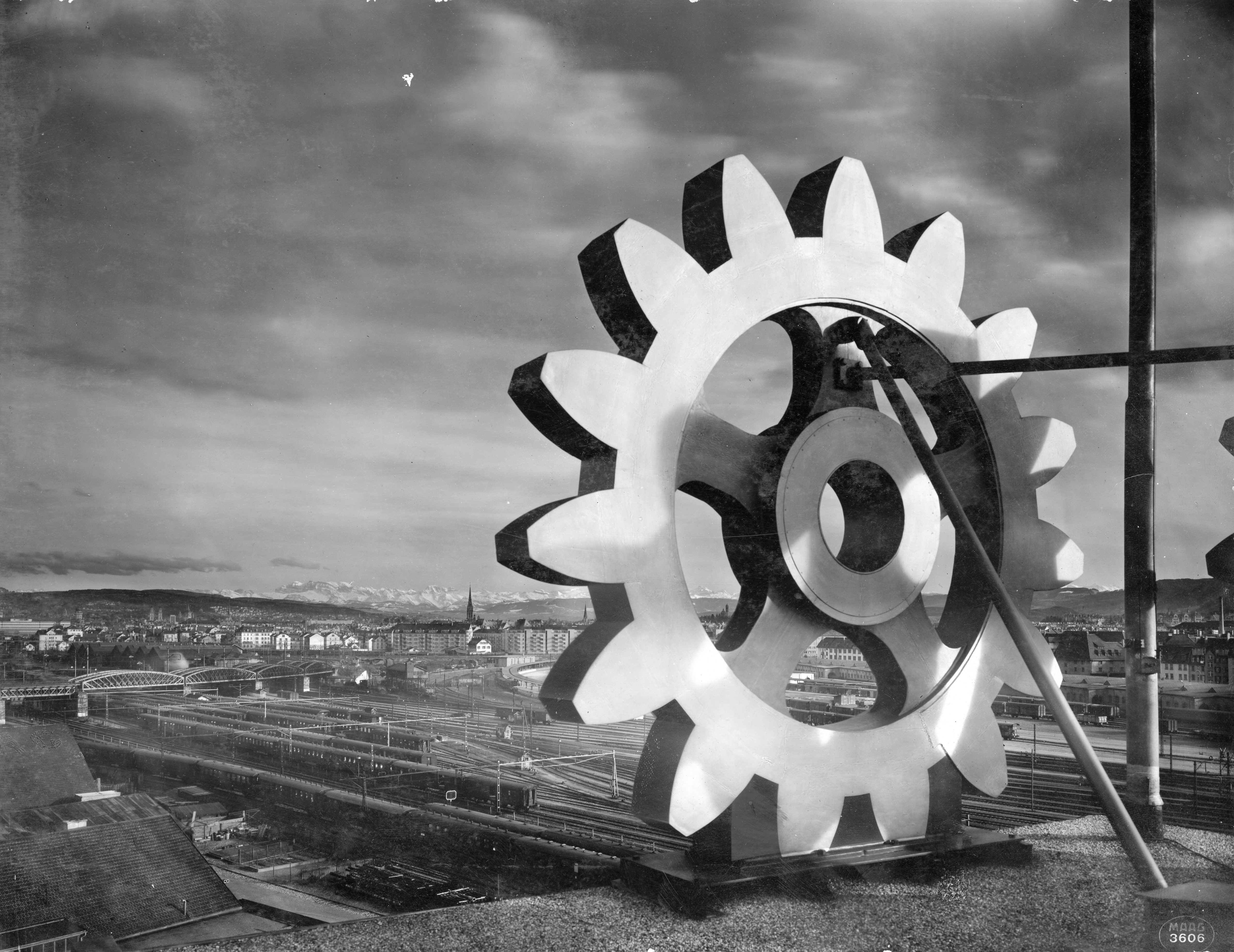
Logo auf dem Dach der Maag Zahnräder, um 1940

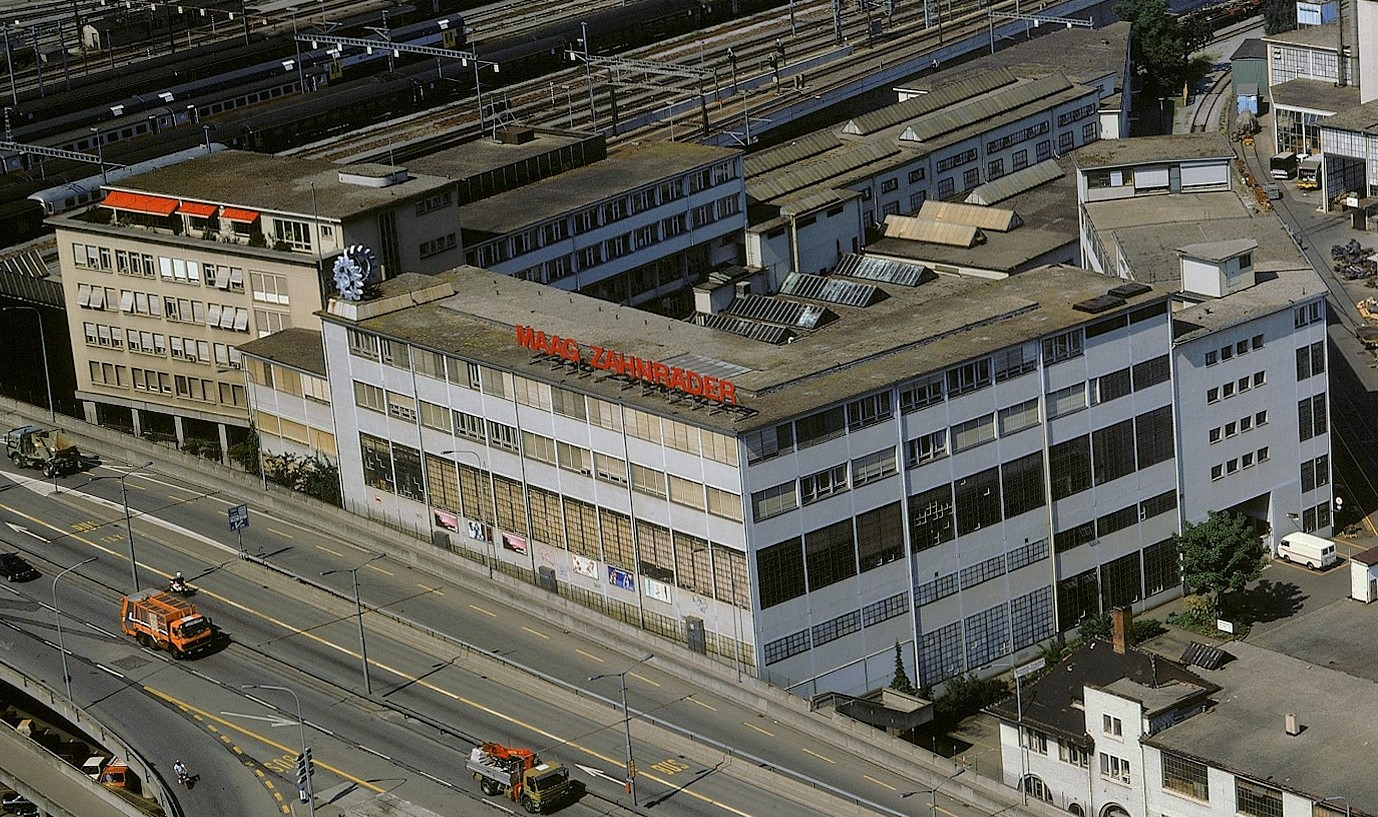
Maag Zahnräder 1991

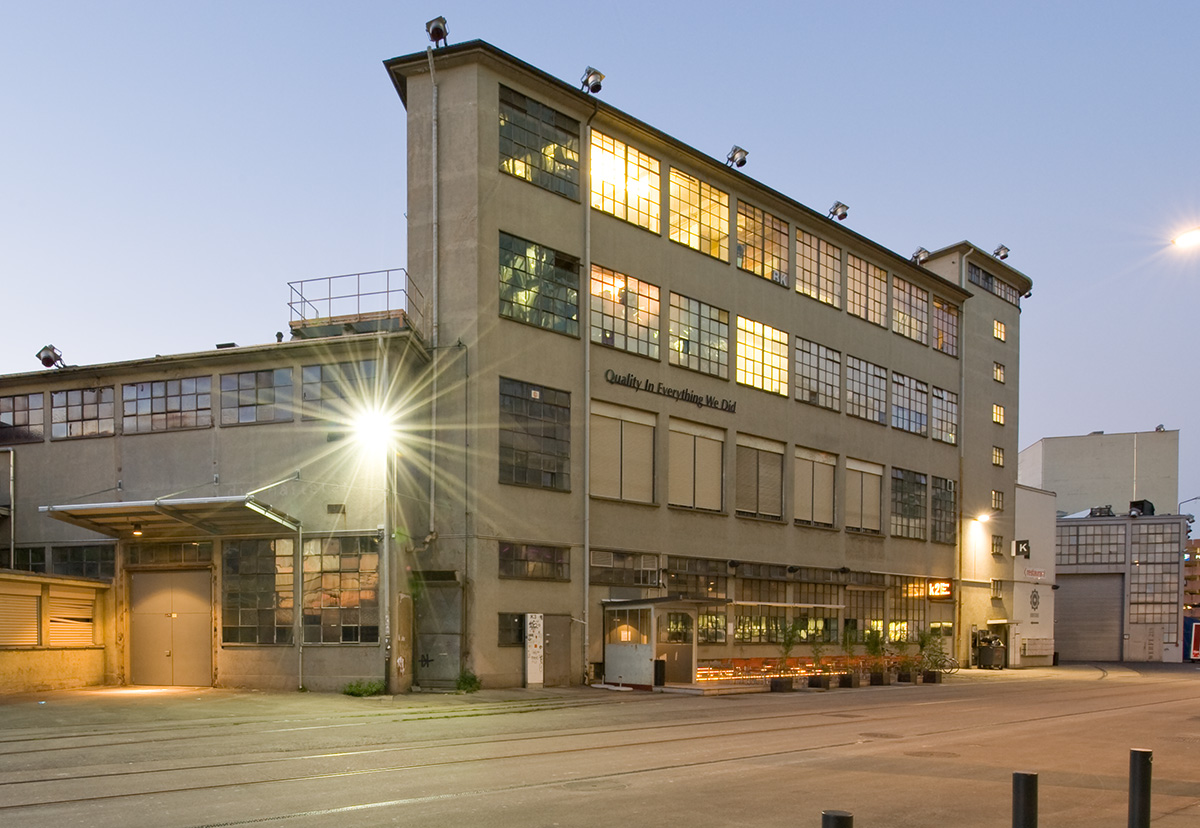
Maag-Areal Gebäude K, Härterei: ehemalige Werkstatt und Speditionsgebäude

Die Maag Zahnräder AG war eine schweizerische Industrieunternehmung mit Schwerpunkt Zahnräderbau. Die Produktionsgesellschaften der Maag Gruppe wurden bis 1997 verkauft und die Maag Zahnräder in eine Immobiliengesellschaft umgewandelt, die 2004 vom Immobilienkonzern Swiss Prime Site übernommen wurde. Der Unternehmenshauptsitz war in Zürich.

## Geschichte
Der Ingenieur Max Maag entwickelte ab 1908 ein Verzahnungssystem und eine Hobelmaschine zur Herstellung von verzahnten Stirnrädern. Seine Erfindung liess er in 14 Ländern patentieren und schloss einen Lizenzbauvertrag mit den USA für Maag-Maschinen ab. Um die Präzision seiner Zahnräder nach dem Korrekturverfahren Maag («Ingenieur M. Maag») unter Beweis stellen zu können, musste er eigene Werkzeugmaschinen herstellen. Er mietete sich 1910 bei der Maschinenfabrik Schweiter in Horgen ein, wo er in seinem Ingenieurbüro Hobel-, Fräs- und Schleifmaschinen entwickelte. 
Im Jahr 1913 zog er in das Zürcher Industriequartier an die Hardstrasse 219 in Zürich, dem bisherigen Standort der liquidierten Automobilfabrik SAFIR, wo er die Firma Max Maag Zahnräderfabrik gründete, die 1917 in Maag-Zahnräder AG umgewandelt wurde. 1915 beteiligte er sich an der Gründung der Zahnradfabrik Friedrichshafen und 1916 gründete er die Firma Maag-Maschinen (heute FLSmidth MAAG Gear) in Winterthur. 
1920 mussten die Maag-Firmen unter der Führung der Gebrüder Sulzer und der Schweizerischen Bankgesellschaft in der Dachgesellschaft Maag-Zahnräder und Maag-Maschinen AG zusammengefasst und von 1921 bis 1922 während der Wirtschaftskrise saniert werden. Die Zahl der Beschäftigten fiel zwischen 1920 und 1927 von 712 auf 200 Mitarbeiter. Georg A. Fischer und Albert E. Bruppacher erwarben 1927 die Aktienmehrheit.
Während Max Maag das Unternehmen 1926 verliess, baute Fischer als operativer Leiter eine weltweite Marktpräsenz auf. 
Um 1930 gründete Maag-Zahnräder die ersten Auslandfirmen in Italien und in Frankreich. Neben der Produktion von Zahnrädern, Zahnradgetrieben und Zahnradpumpen entwickelte die Firma während der nächsten 50 Jahre eine Reihe der Zahnradmess-, -hobel- und -schleifmaschinen. Nach dem Zweiten Weltkrieg expandierte Maag-Zahnräder in die Zement- und Marineindustrie mit Pumpen-, Schwerlast- und Turbogetrieben.

Maag Zahnräder Zürich 1964

1980 beschäftigte die Firma 2500 Personen, davon 1350 in der Schweiz, und erzielte über 200 Millionen Franken Umsatz. In den 1980er Jahren folgte ein massiver Stellenabbau während das Unternehmen gleichzeitig durch Übernahme von Unternehmen der Umformtechnik wie Sintermetall Krebsöge (Pulvermetallurgie, 1986) und Schmid (Feinstanzen, 1987) diversifizierte. Das damals verlustbringende Werkzeugmaschinengeschäft wurde stillgelegt und die verbleibenden Bereiche Getriebe und Pumpen in die eigenständigen Firmen Maag Gear und Maag Pump Systems überführt.
Die produzierenden Gesellschaften wurden bis Ende 1997 sukzessive verkauft und das Unternehmen in eine Immobiliengesellschaft umgewandelt, die 2004 vom Immobilienkonzern Swiss Prime Site übernommen wurde. 
2007 gründete die Renk GmbH in Augsburg die Renk-Maag GmbH mit Sitz in Winterthur, um die Geschäftstätigkeiten Turbo-Getriebe und Ersatzteile (inklusive maritime Anwendungen) sowie Synchron-, Schalt- und Zahnkupplungen aus der Maag Gear AG zu integrieren.

## Produkte

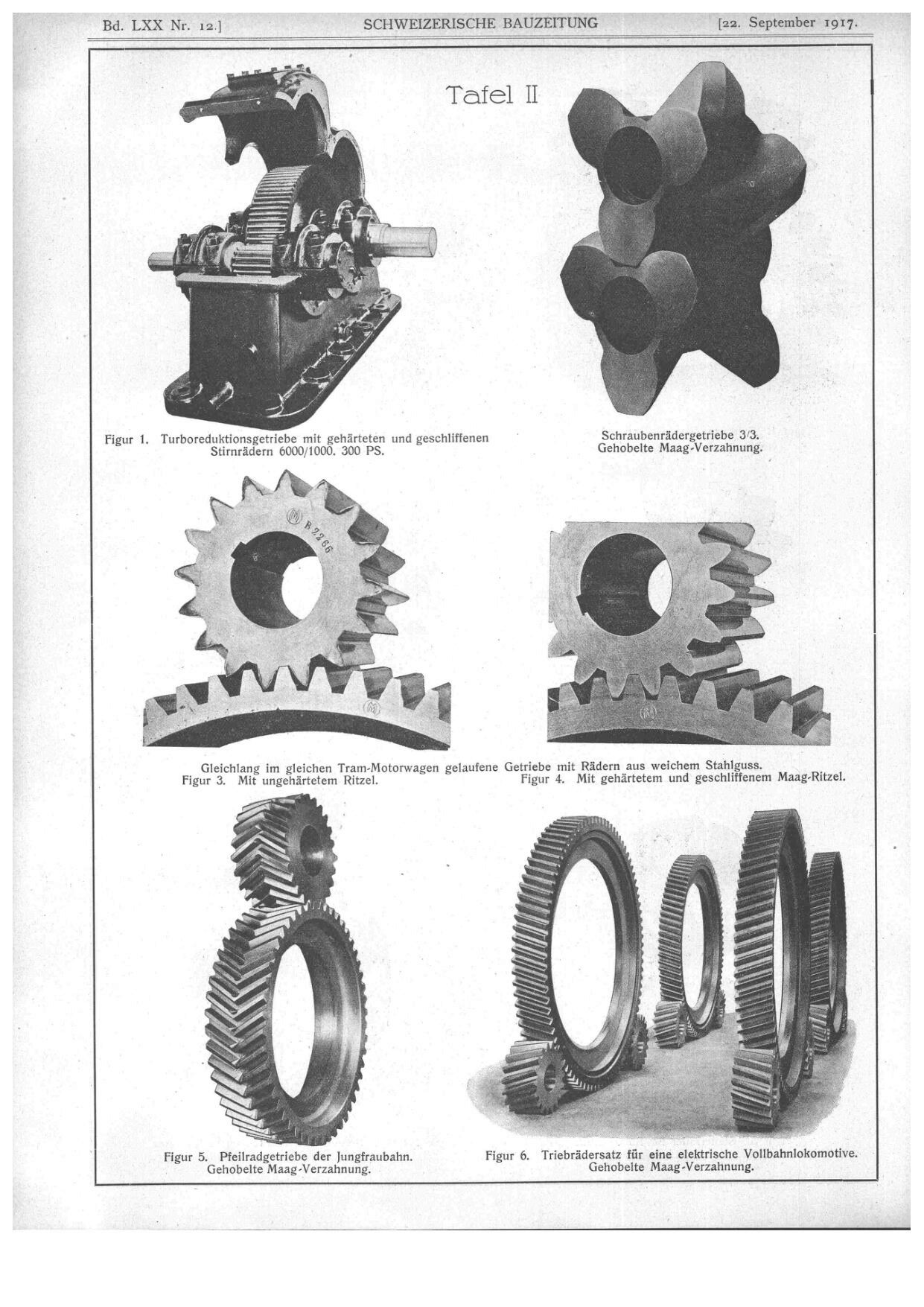
Maag-Verzahnung

Die von Max Maag 1910 entwickelte «Maag-Verzahnung» ermöglichte es, Zahnräder von hoher Qualität und Präzision herzustellen. Diese Zahnform greift genauer, ist resistenter weil die Zähne geringerer Belastung und geringerem Abrieb ausgesetzt sind und damit wirtschaftlicher. Die «Maag-Verzahnung» wurde zum Begriff für eine optimal ausgelegte Verzahnungsgeometrie, sie wird bis heute verwendet. 
Die Maag-Verzahnung war das Fundament von Maag‘s Zahnradfabrik, welche gehärtete und geschliffene Zahnräder nach eigenen Zeichnungen herstellte. Das Maag-Zahnrad unterscheidet sich von anderen durch seine besondere Verzahnung und die Art seiner Herstellung. Der Kern des Verfahrens war das Abwälzverfahren (Evolventenverzahnung), durch das die Fertigung auf der Basis mathematisch berechneter und durchkonstruierter Einzelverzahnungen ermöglicht wurde. Die Maag-Verzahnung unterscheidet sich von der allgemein gebräuchlichen Normalverzahnung dadurch, dass sie für jede einzelne Übersetzung so ausgebildet ist, wie sie für diese am günstigsten ist. Dabei benutzte Maag eine Zahnstange mit Schneidkante, an der das zu bearbeitende Rad genau wie beim Eingriff in ein anderes Rad abrollte. Um die nach dem Härten verzogenen Zahnräder zu korrigieren, entwickelte Maag zusätzlich ein neues Schleifverfahren. 

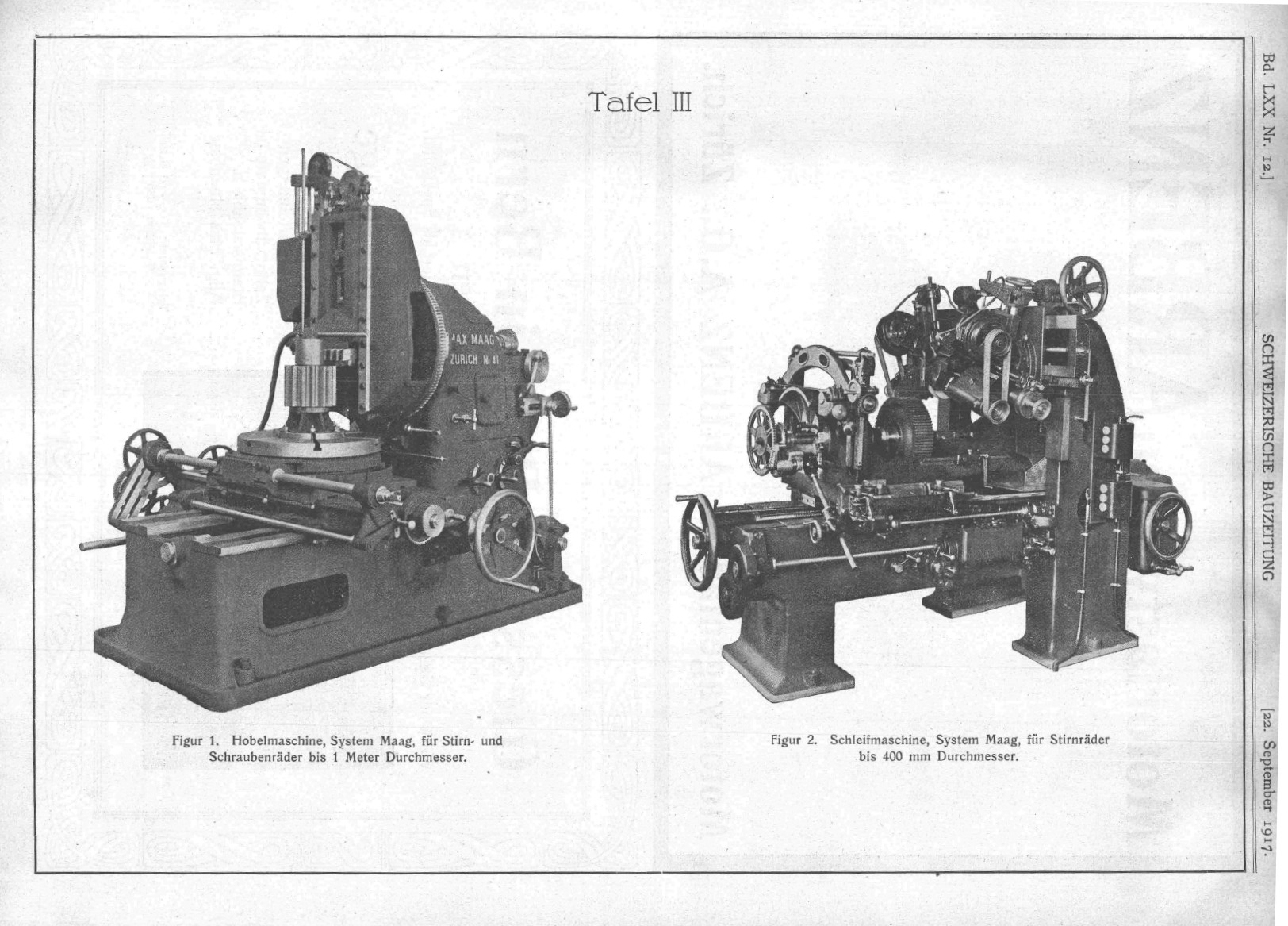
Maag Hobel- und Schleifmaschine 1917

Ab 1913 wurde eine mit Tastdiamanten regulierte Zahnradschleifmaschine für die Automobilindustrie hergestellt, dank welcher die Getriebe der Automotoren regelmässiger und schneller liefen. Diese Zahnradschleifmaschine bewährte sich über 70 Jahre.
1939 begann die Produktion der PH-60. Sie war die erfolgreichste je von Maag-Zahnräder gebaute Zahnradmessmaschine. Bis zur Produktionseinstellung 1981 lieferte die Firma weltweit 1260 Einheiten an Kunden. Einige sind bis heute im Einsatz.
Mit der 1949 entwickelten HSS-360 Zahnradschleifmaschine konnten Zahnräder bis zu einem Durchmesser von 3600 mm und einem Gewicht bis 25 Tonnen bearbeitet werden, sie galt damals als grösste Zahnradschleifmaschine der Welt.
1966 folgte die Konstruktion des ersten zweistufigen Hochleistungsplanetengetriebes CPU, das für den Antrieb von Horizontalmühlen in der Zementindustrie verwendet wurde, weil Planetengetriebe zuverlässiger als die alternativen Parallelwellengetriebe laufen. 
1983 lieferte Maag-Zahnräder das erste zweistufige Planetengetriebe WPU für eine Vertikalmühle, das grösste WPU wog 190 Tonnen und übertrug 5346 kW.
Ausserdem entwickelte die Fabrik Zahnradhobel- und -schleifmaschinen. Die Kunden kamen aus den verschiedensten Industrien wie – der Aviatik, Auto-, Metall- oder Schiffsindustrie: Escher Wyss (heute Sulzer / MAN), Gebrüder Sulzer, Schindler oder Luftschiffbau Zeppelin (heute ZF Friedrichshafen usw.).

## Maag-Areal

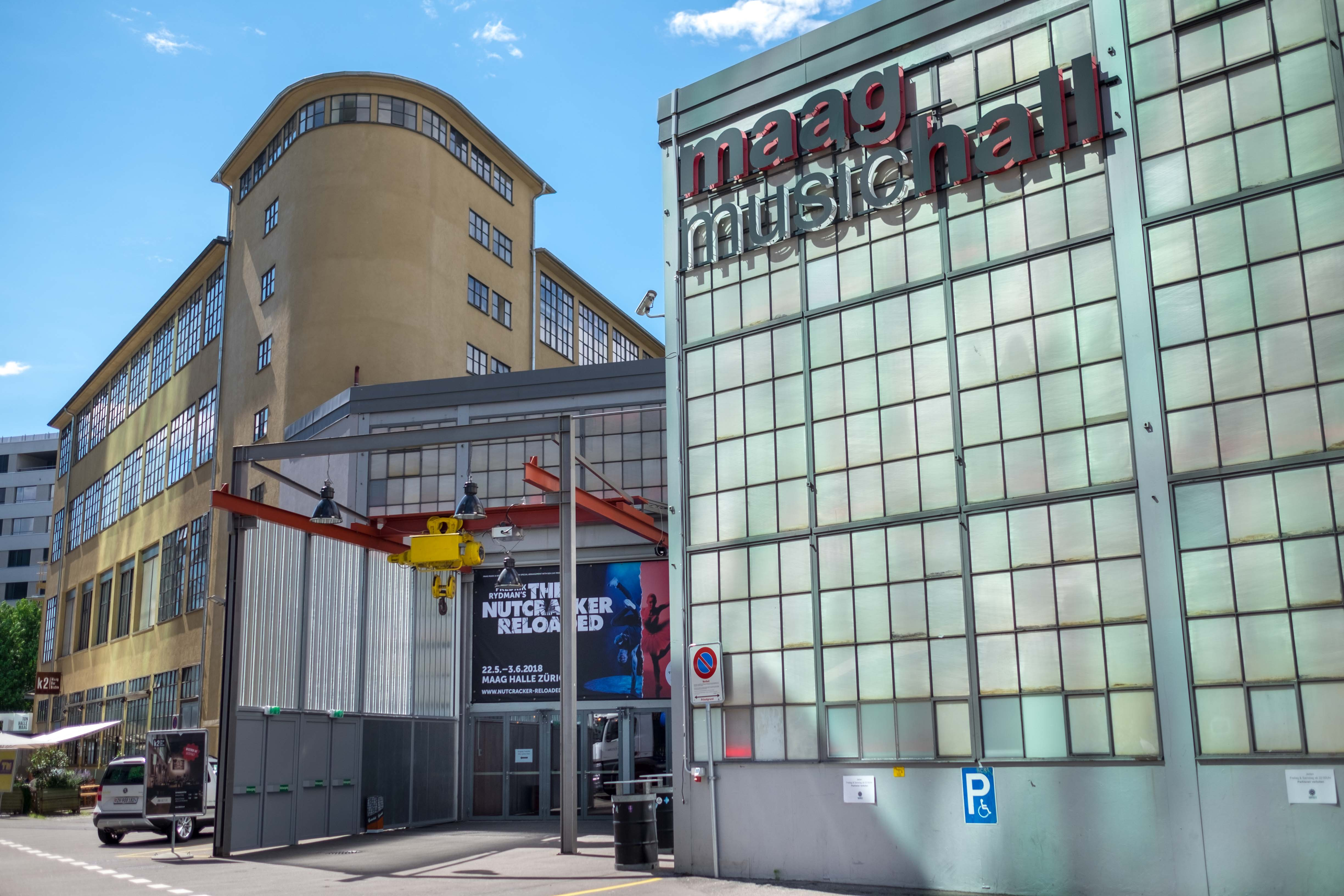
Maag Halle: ehemalige Montagehalle und Härterei

Von den Bauten auf dem ehemaligen Gelände der Autofabrik Safir (bis 1913) und der Maag Zahnradfabrik (1913–1996), welche von 1906 bis 1969 entstanden, sind nur drei erhalten geblieben: Das Werkstatt- und Speditionsgebäude von 1939 (Zahnradstrasse 23), die Härterei von 1942 (Zahnradstrasse 22) und die daran angebaute Montagehalle von 1969 (Zahnradstrasse 24).
Seit Ende der 1990er Jahre entwickelte sich auf dem Maag-Areal im Industriequartier Zürich-West ein urbaner Lebens-, Arbeits- und Freizeitraum. Im September 2017 wurde auf dem Gelände die Tonhalle Maag eröffnet, welche das Zürcher Tonhalle-Orchester in den folgenden dreieinhalb Jahren als Interimsspielstätte nutzte.
Die Swiss Prime Site AG (SPS) kommunizierte im Februar 2021, dass sie beabsichtige, die zu den Gebäuden unter Kulturgüterschutz gehörenden Maag Hallen (Theater mit 900 Plätzen, Tonhalle MAAG mit 1250 Plätzen) abzureissen, weil sie einem Hochhaus mit Kleinwohnungen weichen müssten (Projekt Sauerbruch Hutton, Berlin).